# 某神社 (彌彦神社)
彌彦神社の境内末社である某神社（ぼうじんじゃ）は、彌彦神社の境内にある祭神が不明の神社。祭神の名前が分からないため、某神社と呼ばれている。

## 概要
彌彦神社の参道の二の鳥居を進み、随神門に至る間の杉や雑木が生い茂る中に長方形基壇への丸形土盛古墳様式の上に祠が設けられている:71:70:9。
祭神に関しては不明だが、この土地に古くから鎮座していた地主神であるとも、荒ぶる神を封じた塚であるともいわれている:71:70:9。
垣根内の木を切ったり、石を取ったり、土を削ったりすると、その当人が不慮の事故に遭遇した、という言い伝えも残っている:71:70。
過去には、この社の周辺から祭器具とみられる土器が採集されたことがあったという:71:70:9が、その後、考古学関係者による発掘の申し出が頻繁にあったがいずれも行われなかった:71。
春と秋に祭典が行われている:71:9。
学生社が出版した書籍『彌彦神社』においては、次のように紹介されている:71-72。
弥彦の地では、まったく記録詳細で知ることもできず、古きいわれ明らかな大神の座ではあろうが、今は詳細を知らない神として、つねに祈りを深めている社である。弥彦の杜にときを過ごす森羅万象、天壌無窮精霊なる八百万の神々が身を癒す憩いの座である社とでもしておきたい。—彌彦神社

## 産土神
全国各地の著名な神社では、主祭神を勧請する以前から、その土地土地に大神がいるとして土地神・産土神を祀る信仰形態があり、境内や社殿の一隅に地主神社、産土神社として神社境内を護っている:71:70-71ため、某神社についても関連を指摘されている。